# Battaglia di Jaji
La battaglia di Jaji ebbe luogo nella provincia di Paktia tra il 17 aprile e il 13 giugno 1987 durante l'invasione sovietica dell'Afghanistan, nel corso delle prime fasi della ritirata sovietica.
L'obiettivo era dare il cambio ad una guarnigione assediata ad Ali Sher e tagliare le linee di rifornimento ai Mujahideen dal Pakistan. La battaglia è nota soprattutto per la partecipazione del combattente straniero arabo e futuro fondatore di Al Qaeda, Osama bin Laden, che acquisì la sua reputazione di divino guerriero jihadista come risultato della vittoria dei Mujaheddin in questa battaglia. Bin Laden guidò un gruppo di circa 50 combattenti stranieri arabi durante questa battaglia, di cui almeno 13 furono uccisi in azione.

## Storia
Nel dicembre 1979, l’Unione Sovietica invase l’Afghanistan per sostenere il regime comunista in difficoltà, scatenando la guerra sovietico-afghana. Questo intervento ha causato una diffusa indignazione nel mondo musulmano. Osama bin Laden, un rampollo del ricco gruppo saudita Binladin, si recò in Pakistan all'inizio del 1980 per sostenere la resistenza afgana contro gli invasori sovietici, considerandola una Jihad. Tuttavia, non entrò in Afghanistan se non molti anni dopo. Nell'ottobre 1984, Abdullah Yusuf Azzam, un salafita palestinese anch'egli irritato dall'invasione sovietica, fondò Maktab al-Khadamat. Il gruppo mirava a coordinare la logistica e il sostegno alla resistenza afghana dal Pakistan. Inizialmente bin Laden accettò di finanziare il gruppo, con la consapevolezza che il denaro avrebbe sostenuto direttamente i mujaheddin in prima linea. Insieme, Azzam e il gruppo di bin Laden iniziarono a pubblicare la rivista Jihad, una pubblicazione mensile araba incentrata sugli sforzi arabi per aiutare la resistenza. La rivista si è rivelata un potente strumento di reclutamento, attirando i musulmani di tutto il mondo a unirsi alla guerra in Afghanistan, trasformandola di fatto in una Jihad globale.
Nel 1986, Maktab al-Khadamat trasferì la maggior parte delle sue operazioni a Sadda e avviò un programma di addestramento per addestrare i combattenti a condurre la jihad in Afghanistan. Tuttavia, il programma fu un fallimento, con le brigate scarsamente preparate che furono allontanate dal campo di battaglia dagli afgani. Ciò disilluse Bin Laden, portandolo a ritirarsi dal gruppo e ad avviare il proprio programma di addestramento in Afghanistan, piuttosto che nel vicino Pakistan.
Bin Laden scelse come luogo delle sue operazioni la regione montuosa di Jaji, che chiamò "Masada", che significa "la fossa dei leoni". Posizionò strategicamente la base vicino alle posizioni sovietiche, con l'intenzione di affrontare il nemico frontalmente e sperando che i sovietici la attaccassero.
Attingendo alla sua esperienza nel campo della costruzione e alle sue immense risorse disponibili, bin Laden costruì una serie di fortificazioni nelle vicinanze di Jaji. Alcuni arabi che sostenevano la resistenza afghana in Pakistan cercarono di dissuadere bin Laden dal concentrarsi esclusivamente sull'addestramento dei combattenti non afgani, temendo che ciò avrebbe alienato gli afgani.
Tuttavia, Bin Laden rimase imperterrito. Equipaggiò i suoi combattenti arabi con fucili Kalashnikov e granate con propulsione a razzo, avviando attacchi su piccola scala contro i sovietici. Sebbene i suoi combattenti arabi abbiano subito perdite immediate, ciò è stato percepito come un risultato positivo dai jihadisti che cercavano il martirio.
Nel maggio 1987, Bin Laden aveva costruito la sua base al punto da attirare finalmente l'attenzione sovietica, che lanciò un attacco contro di essa il 12 maggio 1987. Tuttavia, questo non fu solo un attacco contro la base di Bin Laden, ma un'ampia offensiva sovietica per dare il cambio a un forte sovietico nell'area, e l'offensiva includeva attacchi contro molti altri gruppi mujaheddin nell'area.

## Conseguenze ed apprensione della stampa
Sebbene relativamente poco importante in termini militari, la battaglia era stata raccontata quotidianamente da Jamal Khashoggi, un giornalista saudita, e dai suoi articoli su Al Majalla e Arab News. Il vero significato della battaglia risiedeva nella creazione di narrazioni mitiche che raffiguravano "miracoli divini" e una vittoria straordinaria, come riportato da queste fonti arabe. Queste narrazioni hanno svolto un ruolo cruciale nell’attrarre nuovi volontari stranieri a unirsi alla guerra in Afghanistan. Abdullah Anas, uno dei cofondatori di Maktab al-Khadamat insieme ad Azzam e bin Laden, stima che tra il 1987 e il 1989 si siano presentati dai tre ai quattromila volontari per unirsi alla jihad afghana. L'afflusso di combattenti stranieri ha superato la capacità del campo di addestramento di bin Laden a Jaji di ospitarli tutti, portando alla creazione di una rete di campi di addestramento simili nelle vicinanze di Khost. Inoltre, la battaglia ha avuto anche vantaggi personali per Bin Laden. Ha elevato il suo status da semplice finanziere a eroe di guerra militare che combatte in prima linea in Afghanistan. Questa ritrovata reputazione contribuì al suo rafforzamento e alla formazione della sua organizzazione, Al-Qaeda, a Peshawar nel 1988.